# Němčice nad Hanou
Němčice nad Hanou (deutsch Niemtschitz an der Hanna) ist eine Stadt in Tschechien. Sie liegt 15 Kilometer nordwestlich von Kroměříž in der Hanna und gehört zum Okres Prostějov.

## Geographie
Die Stadt befindet sich östlich des Drahaner Berglandes am linken Ufer der Haná. Durch Němčice führt die Staatsstraße 433 vom Ende der Autobahn D 1 bei Mořice nach Prostějov.
Nachbarorte sind Pivín im Norden, Hruška im Nordosten, Měrovice nad Hanou im Osten, Dlouhá Ves im Südosten, Vrchoslavice und Mořice im Süden, Nezamyslice im Südwesten und Víceměřice im Westen.

## Geschichte

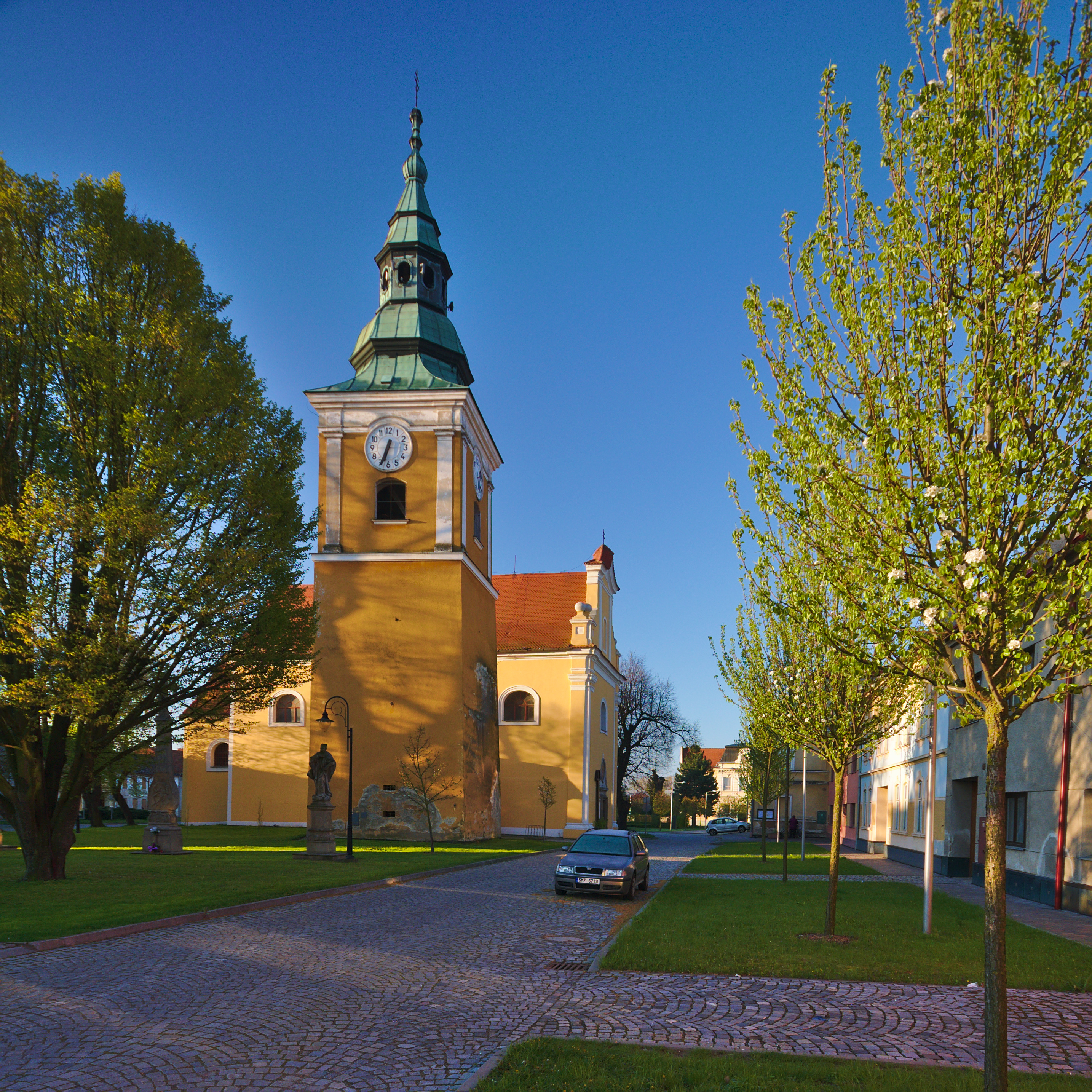
Kirche St. Maria Magdalena

Die erste urkundliche Erwähnung von Němčice stammt aus dem Jahre 1131. Bis zum Anfang des 15. Jahrhunderts wurde das Dorf als Zelené Němčice bezeichnet. 1563 wurde der Ort auf Begehren des Besitzers der Herrschaft Kojetein, Vratislavs von Pernstein, durch Ferdínand I. zu Markt erhoben. Nachdem Johann von Pernstein verstorben war, fiel sein Erbe an das Geschlecht Salm. 1720 erwarb das Erzbistum Prag die Grundherrschaft, weitere Besitzer waren die Adelsfamilien Kaunitz und Metternich. Nach der Ablösung der Patrimonialherrschaften wurde der Markt 1848 Teil des politischen Bezirkes Kremsier. 1864 erfolgte die erste Wahl kommunaler Selbstverwaltungsorgane und der Bauer Florián Kyselák wurde erster gewählter Bürgermeister von Němčice.
Seit 1960 gehört Němčice zum Okres Prostějov und 1970 erfolgte die Verleihung der Stadtrechte.

## Sehenswürdigkeiten
- Kirche der Hl. Maria Magdalena mit freistehendem Glockenturm

## Söhne und Töchter der Stadt
- Martin Ferdinand Quadal (1736–1808), österreichischer Maler
- Andreas Ignaz Wawruch (1782–1842), österreichischer Arzt und Hochschullehrer
- Vladimír Kajdoš, tschechoslowakischer General und Minister